# Metanhydrat
|  | Spekulativ artikel Bemærk at denne artikel er præget af spekulationer og bør omskrives, så fakta er understøttet af verificerbare kilder. |

Metanhydrat eller metanis er en speciel type faststof, som består af et metanmolekyle, indkapslet i et gitter af is. I de tidlige studier af gashydrat forventede man at møde stoffet i de ydre dele af solsystemet, hvor der er lave temperaturer og masser af (vand)is.
I de seneste år er der fundet kæmpestore lejer af metanhydrat under oceanernes sedimentlag. Metanhydrater er almindeligt forekommende bestanddele af kontinentalsoklen, men de findes også i dybtliggende sedimenter og som udvækster fra oceanbunden. Man mener, at de opstår, når gasser siver op fra jordskorpen gennem forkastninger og bliver krystalliseret ved mødet med koldt havvand.
Kombinationen af lave temperaturer og højt tryk på bunden af Jordens oceaner gør metanhydraterne stabile. Metanhydrater kan være stabile ved temperaturer op til 18 °C, og man kan – som et gennemsnit – regne med, at hver liter fastmetanhydrat rummer 168 liter metan ved 0 °C og 1 atm. tryk.
Man regner med, at der kan være op til 20 gange så meget gas i havbundens metanhydrater, som der er i de kendte forekomster af naturgas. Dermed er de en væsentlig, fremtidig kilde til brændstof. Hovedproblemet ved udvinding af metanhydrat er dog at finde forekomsterne.
Pludselig frigivelse af metanindholdet i metanhydrat kan muligvis være én af forklaringerne på de masseuddøender, der er dokumenteret gennem jordens historie. Metan er en drivhusgas, og hvis store mængder frigives på én gang, vil det medføre en brat klimaændring. To begivenheder kan muligvis forbindes med sådan en katastrofe: Grænsen mellem Perm og Trias, den største masseuddøen i Jordens historie fandt sted og varmemaksimummet i Paleocæn-Eocæn.
Lokale frigivelser af metan er, ganske hypotetisk, sat i forbindelse med skibe og flys forsvinden. Boblerne i havvandet skulle sænke vandets vægtfylde og bærevene og få skibe til at synke. Hvad der skulle udløse disse pludselige frigivelser af metan, er ikke forklaret. Det er i hvert fald aldrig iagttaget.